# Гонка Формулы-E в Токио
Гонка Формулы-Е в Токио (англ. Tokyo E-Prix) — один из этапов соревнования среди одноместных электрических автомобилей чемпионата мира Формулы-E. Впервые был проведён в 2024 году на городской трассе в Токио, Япония.

## История
Гонка в Формулы-E в Токио планировалась ещё с самого основания чемпионата, начиная с 2013 года. 4 октября 2022 года была достигнута предварительная договорённость между столичным правительством Токио и Формулой-E о проведении гонки весной 2024 года. 20 июня 2023 года Токийский этап был включён в предварительный календарь сезона 2023/2024. Первая гонка состоялась 30 марта 2024 года, победу в ней одержал Максимилиан Гюнтер, гонщик команды Maserati MSG Racing.

## Трасса
Трасса длиной 2,585 км с 18-ю поворотами расположена в районе Кото вокруг Токийского международного выставочного центра. Трасса была анонсирована 25 октября 2023 года.

## Победители
| Сезон   | Дата проведения | № | Гонщик             | Команда             | Трасса                 | Отчёт |
| ------- | --------------- | - | ------------------ | ------------------- | ---------------------- | ----- |
| 2023—24 | 30 марта 2024   | 1 | Максимилиан Гюнтер | Maserati MSG Racing | Городская трасса Токио | Отчёт |